# بهره توان
بهره توان (انگلیسی: Power gain) در شبکه برق نرخی است که به حاصل تقسیم توان خروجی به توان ورودی می‌گویند.